# Ferret Music
Ferret Music – nazwa niezależnego wydawnictwa nagraniowego, wydającego w większości albumy grup grających metalcore i post hardcore. Wytwórnia została założona w roku 1996, jest własnością wokalisty zespołu Nora, Carla Seversona. Siedziba znajduje się w New Brunswick w stanie New Jersey.

## Artyści
- 36 Crazyfists
- A Life Once Lost
- Annotations of an Autopsy
- Blood Has Been Shed
- Boys Night Out
- Chimaira
- Dead Hearts
- Elysia
- Every Time I Die
- Foxy Shazam
- Full Blown Chaos
- Heavy Heavy Low Low
- In Flames
- Ligeia
- LoveHateHero
- Madball
- Maylene and the Sons of Disaster
- Misery Signals
- Poison the Well
- Remembering Never
- Scarlet
- See You Next Tuesday
- Shadows Fall
- Suicide Note
- Twelve Tribes
- xBishopx
- Zao

Również inne zespoły wydawały płyty w Ferret Music, m.in.:
- A Static Lullaby
- The Banner
- The Break
- Burnt by the Sun
- The Bronx
- Cataract
- Disembodied
- For the Love Of...
- From Autumn to Ashes
- Funeral for a Friend
- Killswitch Engage
- Luddite Clone
- Martyr A.D.
- Nora
- The Rise
- Skycamefalling
- Torn Apart